# げっきん!かごしま
『げっきん!かごしま』は、2009年3月30日から2012年3月30日まで鹿児島テレビ（KTS）で放送されていた鹿児島県向けのローカル情報番組である。放送時間は毎週月曜から金曜 14:05 - 14:50 （日本標準時）。 

## 概要
2006年度に放送の『スーパーニュースイマジン』以来、2年ぶりにKTSが編成した自社製作の帯番組である。当初の放送時間は14:35 - 15:00だったが、2010年3月29日にテレビドラマ再放送枠との枠交換によって14:05 - 14:30へ移動。さらに同年10月4日には放送時間が20分拡大され、14:05 - 14:50の45分番組となった。放送開始から1か月後の2009年4月29日（水曜・祝日）には、15:00 - 16:00に初の1時間スペシャルが放送された。
2011年3月11日放送分では、番組終了間際に東日本大震災が発生。鹿児島県内に被害は無かったものの、『FNN報道特別番組』を放送するため、本番組は以後1週間にわたって放送休止になった。同年3月21日に放送を再開。
番組はその後、2012年春の改編でフジテレビの帯番組『知りたがり!』(第2シリーズ)がKTSでも14時台に放送されるのに伴い、同年3月30日放送分をもって終了。後継番組の『げっきん!LIVE4 ゆうテレ』は平日16時台に編成され、出演者もメインの木之下雅美以外は続投した。
当番組内で行われた企画「かごしまCMスター☆プロジェクト」をきっかけに、山出愛子がアメリカンホーム・ダイレクトのCMキャラクター「アメリちゃん」として活動し、番組終了後の2013年9月まで務めた。

## 出演者

### 司会
- 木之下雅美 - 東京都三鷹市出身。東京でタレント活動をした後、結婚を機に沖永良部島へ移住。開始直前までは鹿児島市内で主婦生活を送っていた。番組専属出演者であり、番組の終了後にスタートしたミニ番組『たま5ちゃん』(2013年10月14日放送分)とKTSの特番を除いては基本的に他の番組には出演しなかった。
- 上片平健（KTSアナウンサー） - 生放送の情報番組の司会はこれが初だった。その後、後番組のゆうテレにも出演。

### ニュースコーナー担当
以下のいずれか1名がシフト勤務で務めており、『KTSスーパーニュース』のキャスターも担当。
- 山本慎一（当時KTSアナウンサー）
- 下松小百合（当時KTSアナウンサー）
- 坪内一樹（KTSアナウンサー）
- 中西真貴（当時KTSアナウンサー）

### お天気コーナー担当
- 新井雅則（気象予報士） - 東京都出身。本番組以前にはテレビ朝日の『スーパーJチャンネル』やウェザーニュースなどに出演した。前述の『スーパーニュースイマジン』スタートに際し、KTS初の気象予報士として採用された。以後、KTSの気象予報業務は2013年9月まで新井が一人で担当していた。

## エンディングテーマ(末期のみ)
- 僕の天使（C&K）